# Hédenbergite
L'hédenbergite est un minéral de la classe des silicates, et plus précisément des inosilicates. De formule structurale CaFeII(SiO3)2, elle appartient à la famille des pyroxènes calciques.
L'hédenbergite a été nommée en 1819 en hommage au chimiste suédois Anders Ludwig Hedenberg, qui a été le premier à la définir en tant que minéral.

## Cristallochimie
L'hédenbergite fait partie de la famille des clinopyroxènes calciques.

### Clinopyroxènes calciques
- Diopside CaMgSi2O6 ; C 2/c 2/m
- Hedenbergite CaFeSi2O6 ; C 2/c 2/m
- Augite (Ca,Na)(Mg,Fe, Al,Ti)(Si,Al)2O6 ; C 2/c 2/m

Nomenclature des clinopyroxènes ferromagnésiens et calciques. L'hédenbergite se trouve en haut à droite.

- Johannsénite CaMnSi2O6 ; C 2/c 2/m
- Petedunnite Ca(Zn,Mn, Fe,Mg)Si2O6 ; C 2/c 2/m
- Essenéite (en) CaFeAlSiO6 ; C 2/c 2/m
- Davisite (en) Ca(Sc,Ti, Mg,Ti)AlSiO6 ; C 2/c 2/m